# Álarcos törpepapagáj
Az álarcos törpepapagáj (Agapornis personatus), korábban feketefejű törpepapagáj, a madarak (Aves) osztályának a papagájalakúak (Psittaciformes) rendjébe, ezen belül a szakállaspapagáj-félék (Psittaculidae) családjába tartozó faj.

## Rendszertana

Az álarcos törpepapagáj rokonsága

Régebben két alfaját különböztették meg: a fekete álarcos törzsalakot (A. p. personatus) és a vörös álarcosat (A. p. nigrigensis). Ez utóbbit azonban önálló fajként ismerték el, mint kormosarcú törpepapagáj (Agapornis nigrigensis).

## Előfordulása
Északkelet-Tanzániában honos, betelepítették Kenyába és Burundiba is. Nairobi és Dar-es-salam környékén is megtalálható.
Az 1100–1500 m magasan fekvő száraz fás, majomkenyérfás és akáciás, cserjés szavannák lakója. A Kanári-szigeteken kiszabadult példányai vadon költő állományt hoztak létre. Díszmadárként világszerte elterjedt, fogságban jól tenyészthető.

## Megjelenése
A madár hossza 10–15 centiméter között változik. A madár alapszíne zöld, csőre korallvörös, a begye sárga, a feje teteje barnásfekete, írisze sötétbarna, és jól látható fehér szemgyűrűje van. Szárnyai rövidek, kb. 9,5 cm hosszúságúak és lekerekítettek; az evezők sötétebb zöldek; a szárnyfedők szürkéskékekbe átmenő zöldek. A színek a hason halványabbak. A tojót és a hímet nehezen lehet egymástól megkülönböztetni, általában különböző nagyságuk alapján lehet: a tojó valamivel nagyobb, és színei halványabbak, mint a hímé. Átlagos testméretük 15 cm, ehhez a tojók 56, a hímek 50 grammot nyomnak.

## Életmódja
Viselkedésük élénk, nagyon aktív madarak, csapatban szeretnek tartózkodni. A természetben négyen-öten élnek együtt, de kialakulhatnak 100 fős rajok is. A tojók gyakran harciasak más madarakkal szemben, de kevésbé agresszív, mint a rózsásfejű törpepapagáj. Szívesen fürdenek. Gyümölcsökkel, magokkal, rügyekkel, levelekkel táplálkoznak. Hangja csivitelő, kellemes.

## Szaporodása
Laza csapatokban, kolóniákban költ, fák odvába, sziklahasadékba esetleg elhagyott üregekbe rakja a fészkét, gallyak és fakéreg felhasználásával, amit a tojó hord a fészekhez a csőrében. Ebben különbözik a hegyi ragyogópapagájtól és a rózsásfejű törpepapagájtól, amelyek a szárnyuk alatt hozzák az építőanyagot. Néha a sarlósfecske fészkeibe is beköltözik. Az építkezésben mindkét nem részt vesz. Költési időpontja függ a csapadéktól, általában március és augusztus között lehetséges. A fészekbe általában 4-5 tojás kerül. Csak a tojó kotlik;ennek ideje 23 nap. A fiókák szeme a 10. napon nyílik ki. 43 naposan röpképesek, és elhagyják a fészket.

## Színváltozatai
A vad mellett először a természetben is előforduló kék mutációt fedezték fel az 1920-as években. Ez a nem legkorábban megtalált színmutációja. A többi változat a szelektív tenyésztés eredménye, például a kobalt szülők utódai fekete színű mauve-ok lesznek. Számos változat létezik, például kék, kobalt, mauve, slate, dilute slate, viola, lutino (ino) és albínó. Az utóbbi két változat esetén az egyed nem örökölte szülei bizonyos, színeket kódoló génjeit. A lutino nem örökölte a zöld színanyagot, az albínó semmilyen színanyagot kódoló allélhoz nem jutott. A legújabb színmutáció az albínó.

## Képek

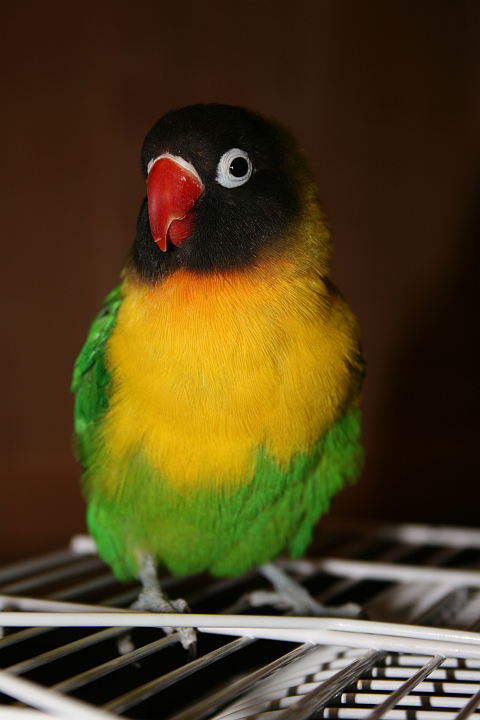
Álarcos törpepapagáj
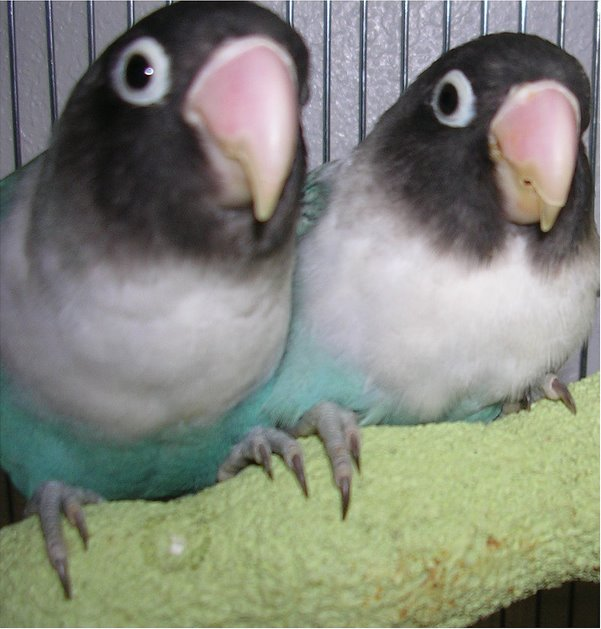
A madár kék színű változata
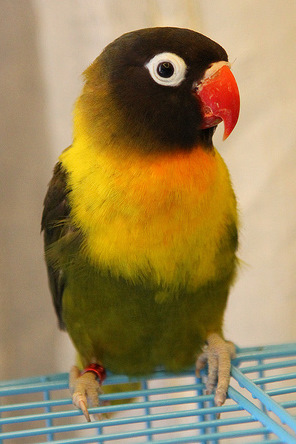
Zöldes árnyalatú színváltozat
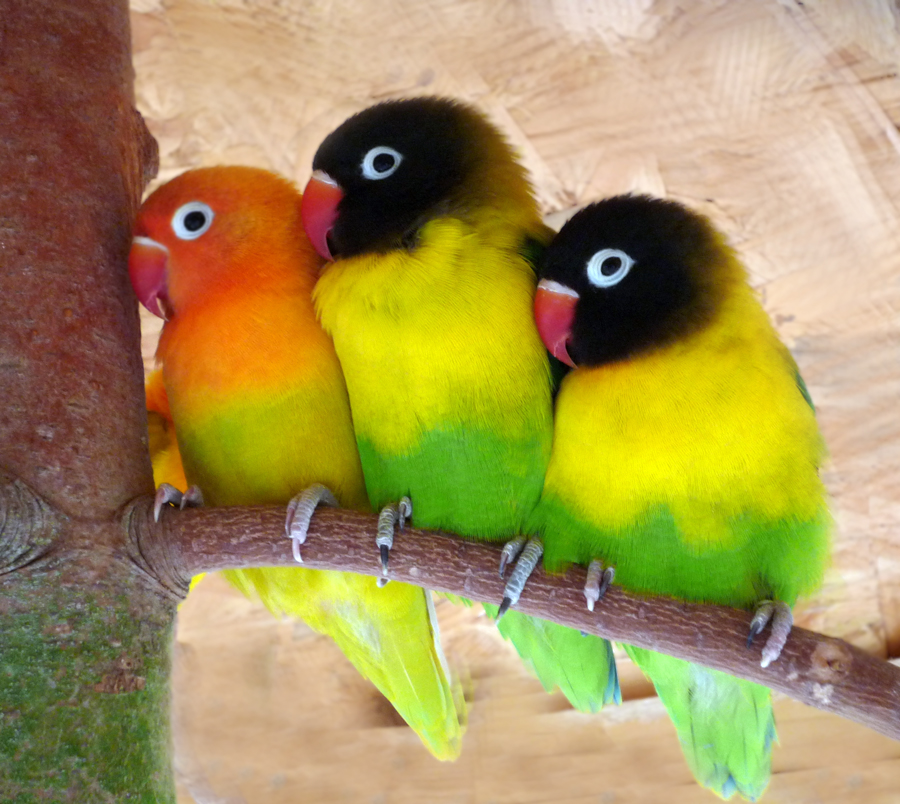
Jól látható a fehér gyűrű a szemük körül
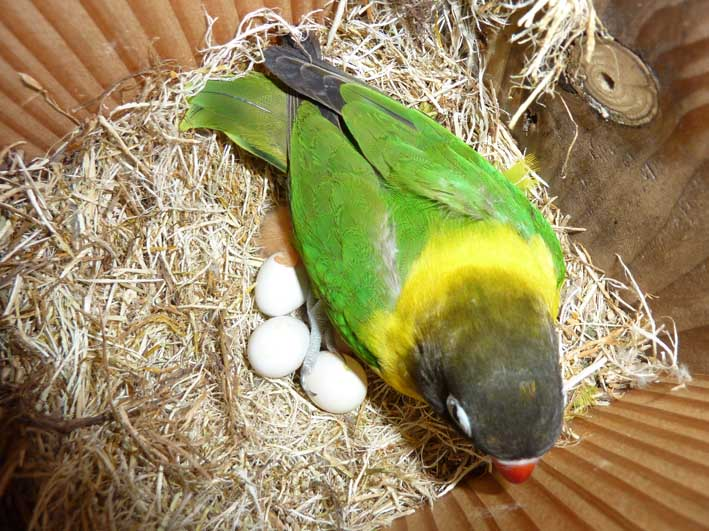
Tojó a fészkén ülve

## Fordítás
- Ez a szócikk részben vagy egészben  a   Schwarzköpfchen című német Wikipédia-szócikk fordításán alapul.  Az eredeti cikk szerkesztőit annak laptörténete sorolja fel. Ez a jelzés csupán a megfogalmazás eredetét és a szerzői jogokat jelzi, nem szolgál a cikkben szereplő információk forrásmegjelöléseként.
- Ez a szócikk részben vagy egészben  a   Yellow-collared Lovebird című angol Wikipédia-szócikk fordításán alapul.  Az eredeti cikk szerkesztőit annak laptörténete sorolja fel. Ez a jelzés csupán a megfogalmazás eredetét és a szerzői jogokat jelzi, nem szolgál a cikkben szereplő információk forrásmegjelöléseként.